# Parafia Najświętszej Maryi Panny Królowej Rodzin w Jankowicach Rybnickich
Parafia Najświętszej Maryi Panny Królowej Rodzin – rzymskokatolicka parafia położona we wsi Jankowice, w gminie Świerklany, w powiecie rybnickim. Administracyjnie należy do archidiecezji katowickiej (dekanat Boguszowice).
Na terenie parafii działa organizacja „Caritas”.
Od 30 lipca 2023 funkcję proboszcza pełni ks. Łukasz Dziura